# خط الغبار
خط الغبار هو أحد الخطوط العربية ويعرف أيضا باسم الكتابة المجهرية نظرا لدقة حروفه. 
- ظهر خط الغبار في القرن الثالث هجري/9م وقد اشتق من الخط الرياسي وله حروف مدورة صغيرة جدا استعارت بعض خصائصها من خطي الثلث والنسخ.
- كان هذا الخط يستخدم من قبل الدواوين كإرسال البيانات والأوامر الفورية.